# Katie Gold

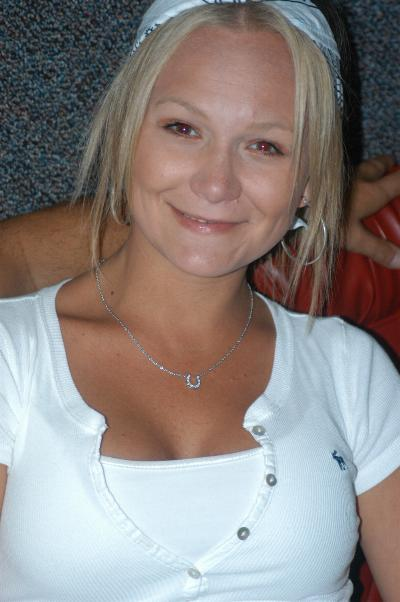
Katie Gold bei Pornstar Karaoke, 2005

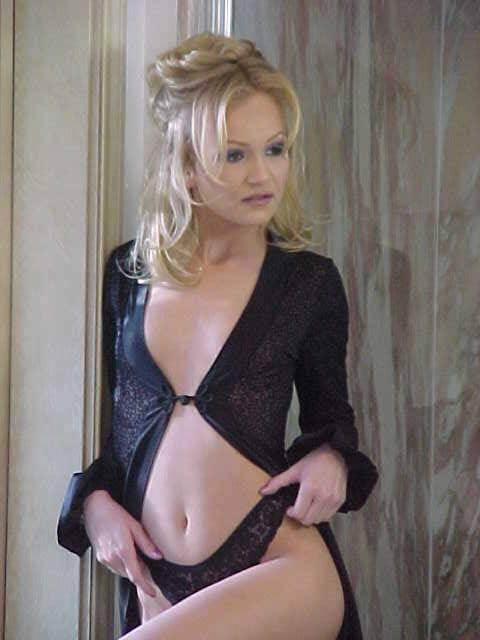
Katie Gold am Filmset, 1999

Katie Gold (* 7. März 1978 als Johanna Bennett Luvaul in Dallas, Texas) ist eine US-amerikanische Pornodarstellerin.

## Karriere
Katie Gold begann ihre Karriere 1997. Anfang 1999 kehrte sie der Pornobranche den Rücken, startete 2003 jedoch ein Comeback bei JM Productions als „Contract Girl“. Insgesamt hat sie, laut IAFD, in über 370 Filmen mitgespielt. Im Jahr 2010 drehte sie ihren bislang letzten Film Bound Up Sluts in Distress. Sie war für Elegant Angel, Wicked Pictures und Vivid aktiv.
Sie konnte zweimal den AVN Award und einmal den XRCO Award gewinnen.

## Filmografie (Auswahl)
- Pussyman’s Decadent Divas 25

## Auszeichnungen
- 1998 AVN Award – Best Group Scene (Video) – Gluteus to the Maximus
- 1999 AVN Award – Best Supporting Actress (Video) – Pornogothic
- 1999 XRCO Award – Unsung Siren